# Taishō (Osaka)

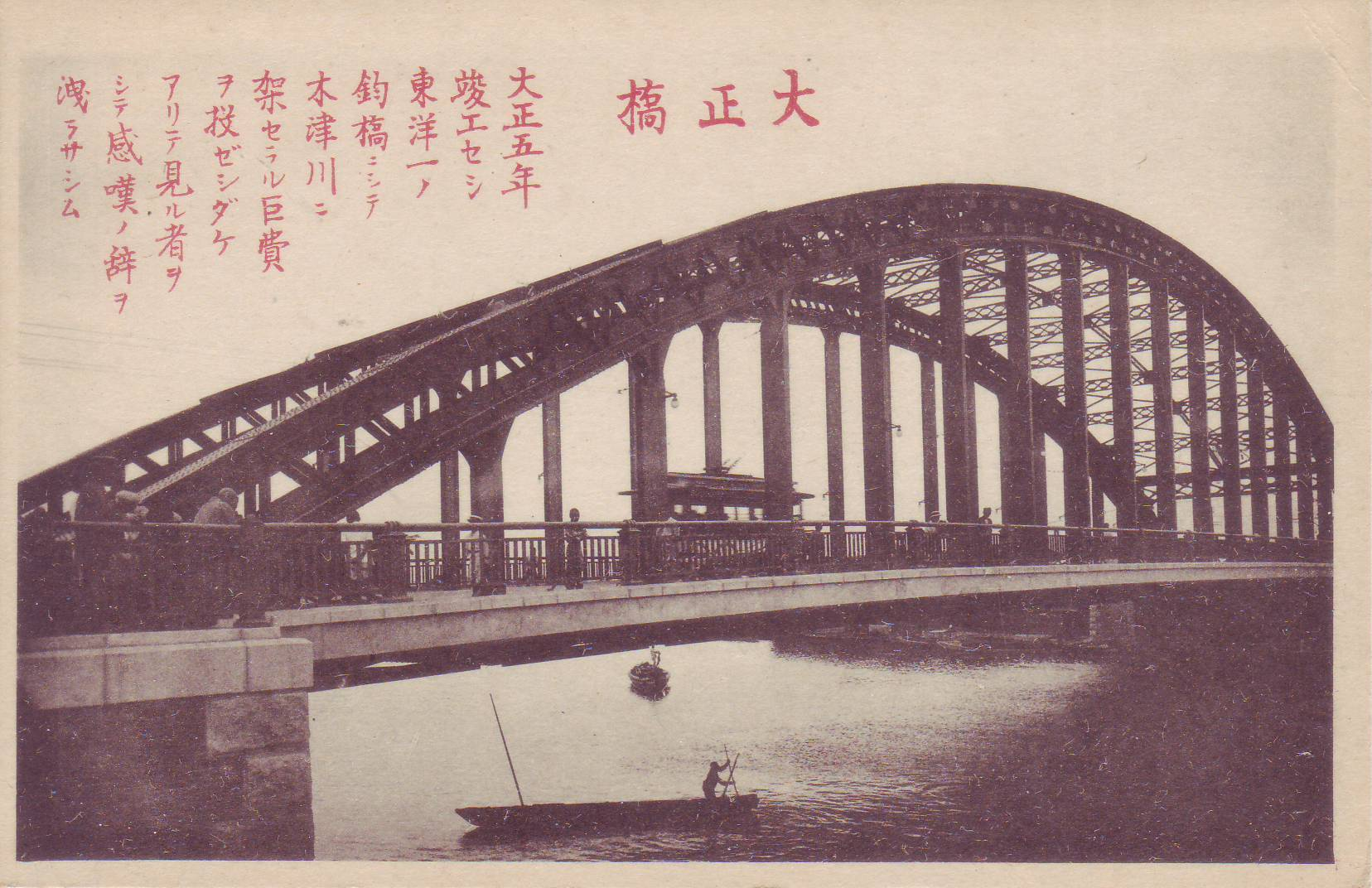
Pont de Taishō original (1916)

Taishō (大正区, Taishō-ku) és un dels 24 districtes urbans de la ciutat d'Osaka, capital de la prefectura homònima, a la regió de Kansai, Japó. És el districte urbà d'Osaka menys populós.

## Geografia
El districte de Taishô es troba localitzat a la part occidental de la ciutat d'Osaka. El territori on es troba, abans part de la badia d'Osaka és ara urbanitzat però ple de canals hidràulics i rius reconduïts. El terme del districte limita amb els de Suminoe al sud, amb Nishinari i Naniwa a l'est, amb Nishi i Minato al nord i amb la badia d'Osaka a l'oest.

### Barris
Els chōchō o barris del districte són els següents:
- Izuo (泉尾)
- Kita-Okajima (北恩加島)
- Kitamura (北村)
- Kobayashi-Higashi (小林東)
- Kobayashi-Nishi (小林西)
- Sangenya-Higashi (三軒家東)
- Sangenya-Nishi (三軒家西)
- Chishima (千島)
- Tsuru-machi (鶴町)
- Hirao (平尾)
- Funa-machi (船町)
- Minami-Okajima (南恩加島)

## Història
El nom del districte, Taishô, prové del pont de Taishō, un important i principal pont de la zona construït durante l'era Taishō. El districte, com a entitat juridica, fou fundat l'1 d'octubre de 1932 fruit de l'escissió de la part sud del districte de Minato. Amb anterioritat, a la zona hi havien els pobles de Sangenya i de Kawanami, pertanyents al ja desaparegut districte de Nishinari que foren integrats a la ciutat d'Osaka l'1 d'abril de 1925 com a part del recentment creat districte de Minato a la segona ampliació del terme municipal de la ciutat. Al referèndum sobre el projecte de metròpolis d'Osaka de 2015 i el següent al 2020, el districte votà ambdues vegades en contra de la proposta de dissolució de la ciutat d'Osaka.

## Demografia
A data de l'any 2020, el districte de Taishô és el menys poblat de tota la ciutat d'Osaka. Cal destacar que, des dels començaments de l'era Taishō, hi han hagut al districte una considerable comunitat inmigrant de la prefectura d'Okinawa que encara román. Degut a aquest fet, existeixen a la zona molts establiments de productes i ciuna d'Okinawa, arribant a ser coneguda com la "Little Okinawa" (リトル沖縄).

## Transport

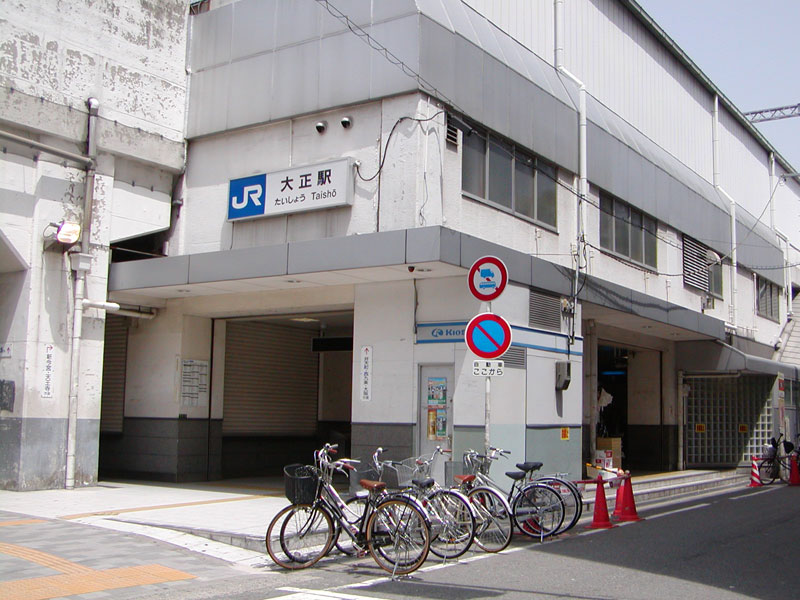
Estació de Taishô

### Ferrocarril
- Companyia de Ferrocarrils del Japó Occidental (JR West)
  - Taishō
- Metro d'Osaka
  - Taishō

### Carretera
- Autopista d'Osaka-Kobe (Hanshin)
- Nacional 43